# ГНУзила
ГНУзила је верзија ГНУ (слободни софтвер) на Мозила апликационој платформи (чији је активна наследник SeaMonkey).
Мозила производи слободне и софтвере отвореног кода, али бинарни захтевају жиг. Неки Мозилини додаци и прикључци такође нису слбодни софтвери.

## GNU IceCat
ГНУзила производи GNU IceCat, ГНУ верзију Мозила фајерфокса. Сва издања су постављена у исти ФТП фолдер.
ГНУ-IceCat се активно ажурира. ГНУ IceCat идање прати ЛТС издања Фајерфокса, користећи исте бројеве верзија (тренутно 31.5.0, 9. март, 2015. године).
Комплетна ГНУзила се активно не ажурира. Последње издање комплетне гнузиле је било 24,0, 16. октобра, 2013. "Садашњи фокус је ГНУ IceCat, наш претраживач потиче од Мозила Фајерфокса".

## Историја
| Верзија     | Верзија Фајерфокса & Гека | Датум издања      | Крупне промене                                                                                          |
| ----------- | ------------------------- | ----------------- | --- |
| 2.0.0.11-g1 | 2.0.0.11                  |                   | |
| 2.0.0.12-g1 | 2.0.0.12                  |                   | |
| 3-g1        | 3.0                       | Јул 2008          | Разлике у односу на Фајеррфокс: да неутралишу функције спајвер локација, направљене у одвојеном локалу. |
| 3.0.1-g1    | 3.0.1                     | 27 Јул 2008       | Помоћна функција X геометрије                                                                           |
| 3.0.2-g1    | 3.0.2                     | 25 Септембар 2008 | |
| 3.0.3-g1    | 3.0.3                     | 29 Септембар 2008 | |
| 3.0.4-g1    | 3.0.4                     | 6 Децембар 2008   | |
| 3.0.5-g1    | 3.0.5                     | 31 Децембар 2008  | |
| 3.0.6-g1    | 3.0.6                     | 6 Фебруар 2009    | |
| 3.0.10-g1   | 3.0.10                    | 1 Мај 2009        | |
| 3.0.11-g1   | 3.0.11                    | 13 Јун 2009       | |
| 3.5         | 3.5                       | 12 Јул 2009       | |
| 3.5.5       | 3.5.5                     | 8 Новембар 2009   | |
| 3.6.16      | 3.6.16                    | 24 Март 2011      | |
| 4.0         | 4.0                       | 11 Април 2011     | |
| 4.0.1       | 4.0.1                     | 7 Мај2011         | |
| 5.0         | 5.0                       | 27 Јун 2011       | |
| 5.0.1       | 5.0.1                     | 5 Август 2011     | |
| 6.0         | 6.0                       | 18 Август 2011    | |
| 6.0.1       | 6.0.1                     | 1 Септембар 2011  | |
| 6.0.2       | 6.0.2                     | 9 Септембар 2011  | |
| 7.0         | 7.0                       | 2 Октобар 2011    | |
| 7.0.1       | 7.0.1                     | 9 Октобар 2011    | |
| 9.0.1       | 9.0.1                     | 28 Децембар 2011  | |
| 10.0        | 10.0                      | 11 Фебруар 2012   | |
| 13.0.1      | 13.0.1                    | 12 Јул 2012       | |
| 14.0        | 14.0                      | 21 August 2012    | |
| 17.0.1      | 17.0.1                    | 1 Децембар 2012   | |
| 24.0        | 24.0                      | 16 Октобар 2013   | |